# Bari
För andra betydelser, se Bari (olika betydelser).
Bari är en kommun och huvudort i storstadsregionen Bari, före 2015 provinsen Bari, och i regionen Apulien i Italien, belägen vid Adriatiska havet. Staden är ärkebiskopssäte och universitetsstad och hade 312 373 invånare (2013). Bari är Italiens tionde största stad.
Bari gränsar till kommunerna Adelfia, Bitonto, Bitritto, Capurso, Giovinazzo, Modugno, Mola di Bari, Noicattaro, Triggiano och Valenzano.

## Historia

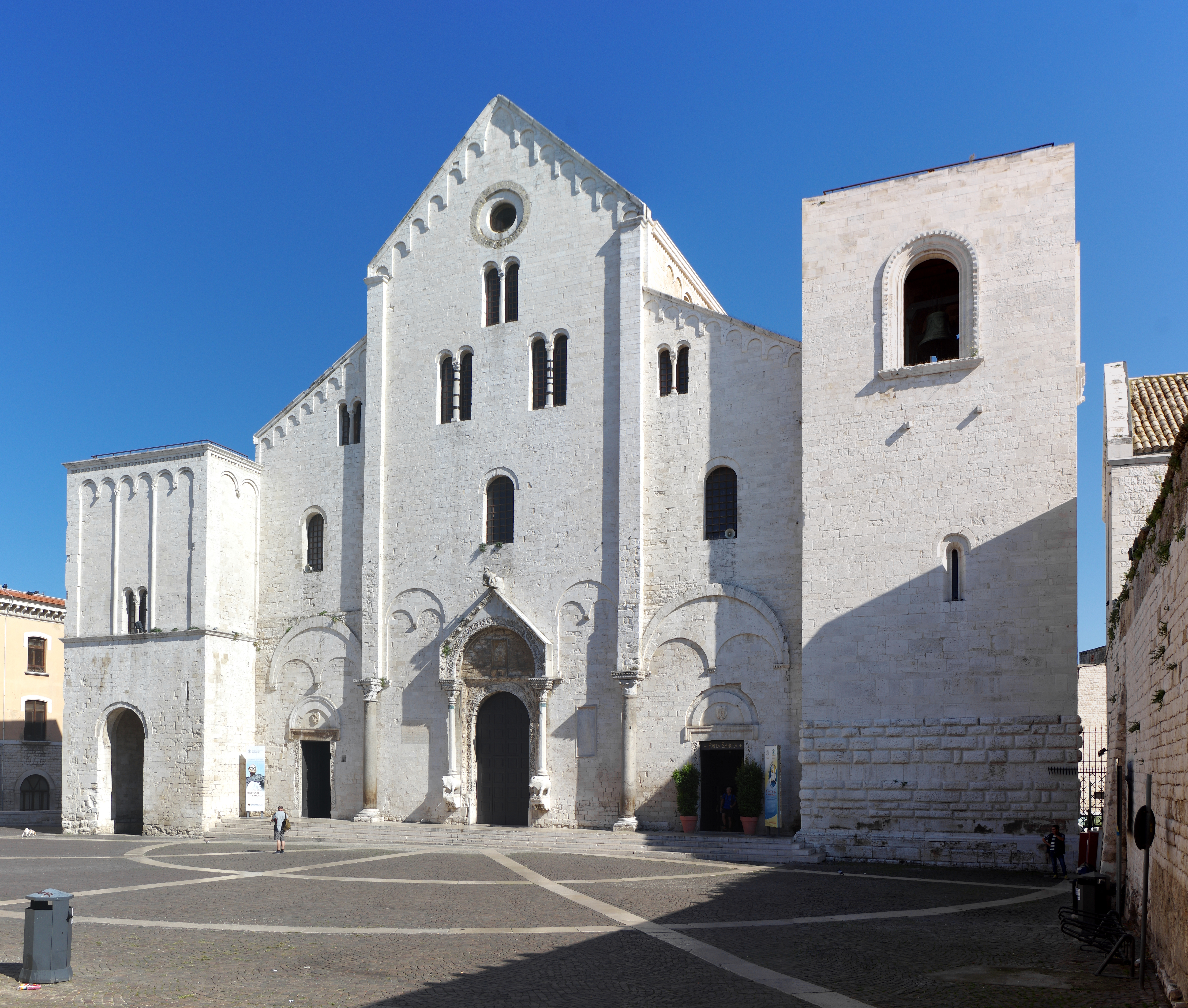
Kyrkan San Nicola i Bari.

Bari var under antiken känt under namnet Barium. Den skall ha grundats av illyrer och var under romersk tid en betydande handelsmetropol. Kyrkan San Nicolà uppfördes på 1100-talet sedan Sankt Nikolaus reliker överförts från Myra hit. Domkyrkan uppfördes på 1000-talet men ombyggdes på 1100-talet.
Bari tillhörde olika riken under medeltiden men kom från 1557 att tillhöra kungariket Neapel. I många byggnader är ett österländskt inflytande tydligt, men även ett lombardiskt inflytande är märkbart.

### Andra världskriget
Under andra världskriget var Bari en viktig hamn för de allierade när de avancerade upp längs den italienska halvön. Hamnen utsattes för ett förödande flygangrepp av det tyska flygvapnet 2 december 1943, då 27 fartyg sänktes och fler skadades. Libertyfartyget John Harvey som sänktes under anfallet hade en last av senapsgas, vilket ledde till ytterligare förluster i människoliv. 1000 militärer och 1000 civila uppskattas ha dött i detta anfall som fick namnet "lilla Pearl Harbor". Hamnen blev totalt stängd i tre veckor och kunde inte användas till fullo förrän i februari 1944. De allierade hade inte upprättat något flygförsvar då de trodde att tyskarna inte var kapabla att utföra flyganfall av sådan storlek vid denna plats. Baris hamn drabbades återigen av olycka 9 april 1945, då libertyfartyget Charles Henderson, lastat med 1000 ton flygbomber, sprängdes i luften under avlastning. 360 människor dödades och 1730 skadades av explosionen och återigen sattes hamnen ur funktion, denna gång i en månad. Kriget i Europa var i praktiken slut när hamnen kunde öppna igen.

## Språk
Invånarna i Bari är kända över hela Italien för sin unika dialekt, som talas framför allt i den gamla stadsdelen, delvis härstammande från ett pidginspråk som talades av italienska och grekiska fiskare och kan förstås än i dag av fiskare i Grekland.

## Fiera del Levante
Fiera del Levante sägs vara den största industrimässan i adriatiska området och har många utställningar från olika branscher och industrier. Den äger rum i september månad i den västra delen av stadens centrum och lockar många utställare från Italien och Medelhavsområdet. Fokus är agrikultur och industri och utställningen visar också upp hantverk och lokalproducerade produkter från hela världen.

## Sport
Volleybollklubben Amatori Volley Bari som vann både europeiska och italienska titlar under 1970- och 1980-talet kommer från staden.

## Kända personer från Bari
- Francesco Attolico, vattenpolomålvakt
- Marinella Falca, gymnast
- Anna Oxa, sångerska
- Antonio Cassano, fotbollsspelare
- Gianrico Carofiglio författare

## Galleri

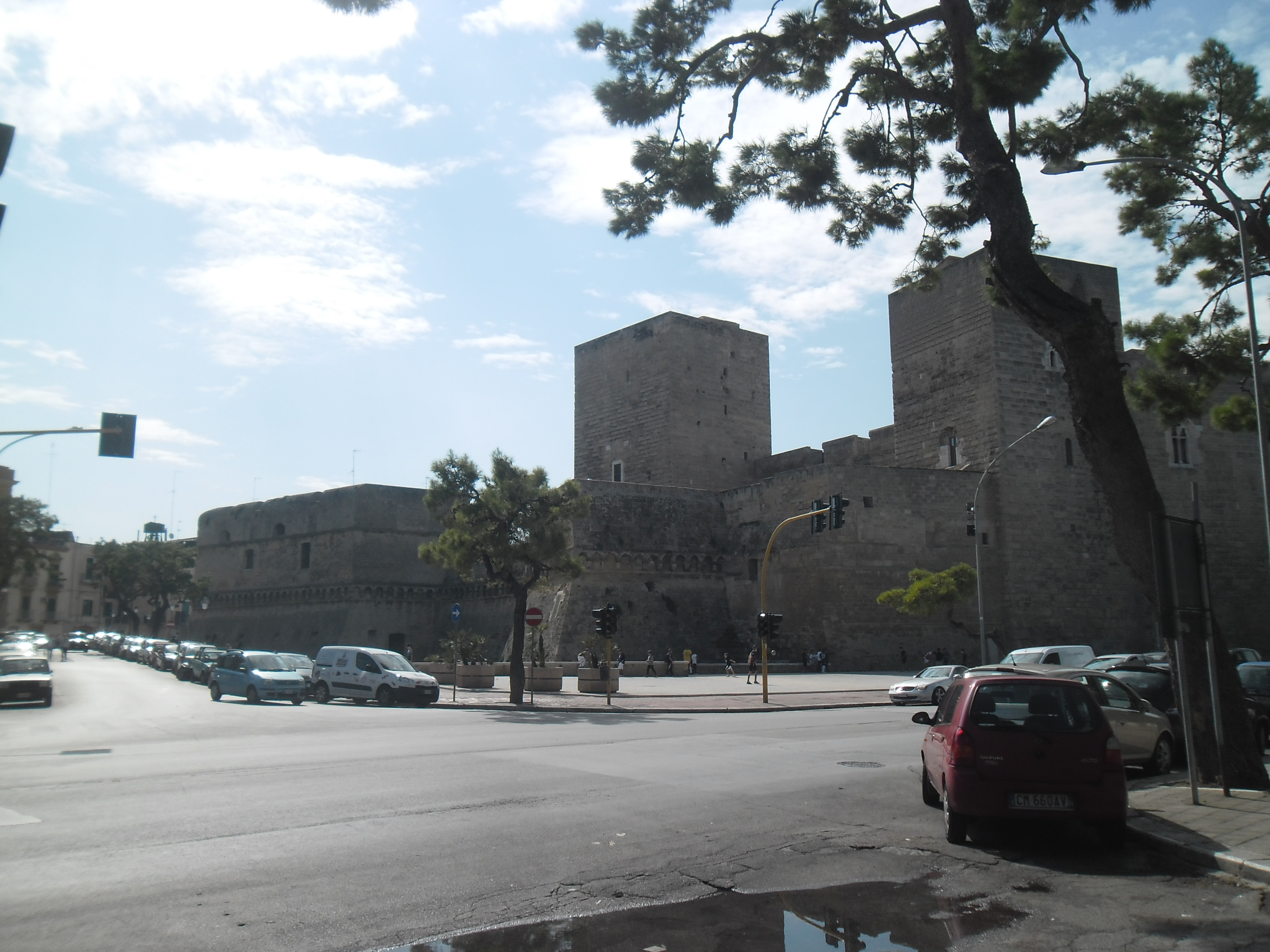
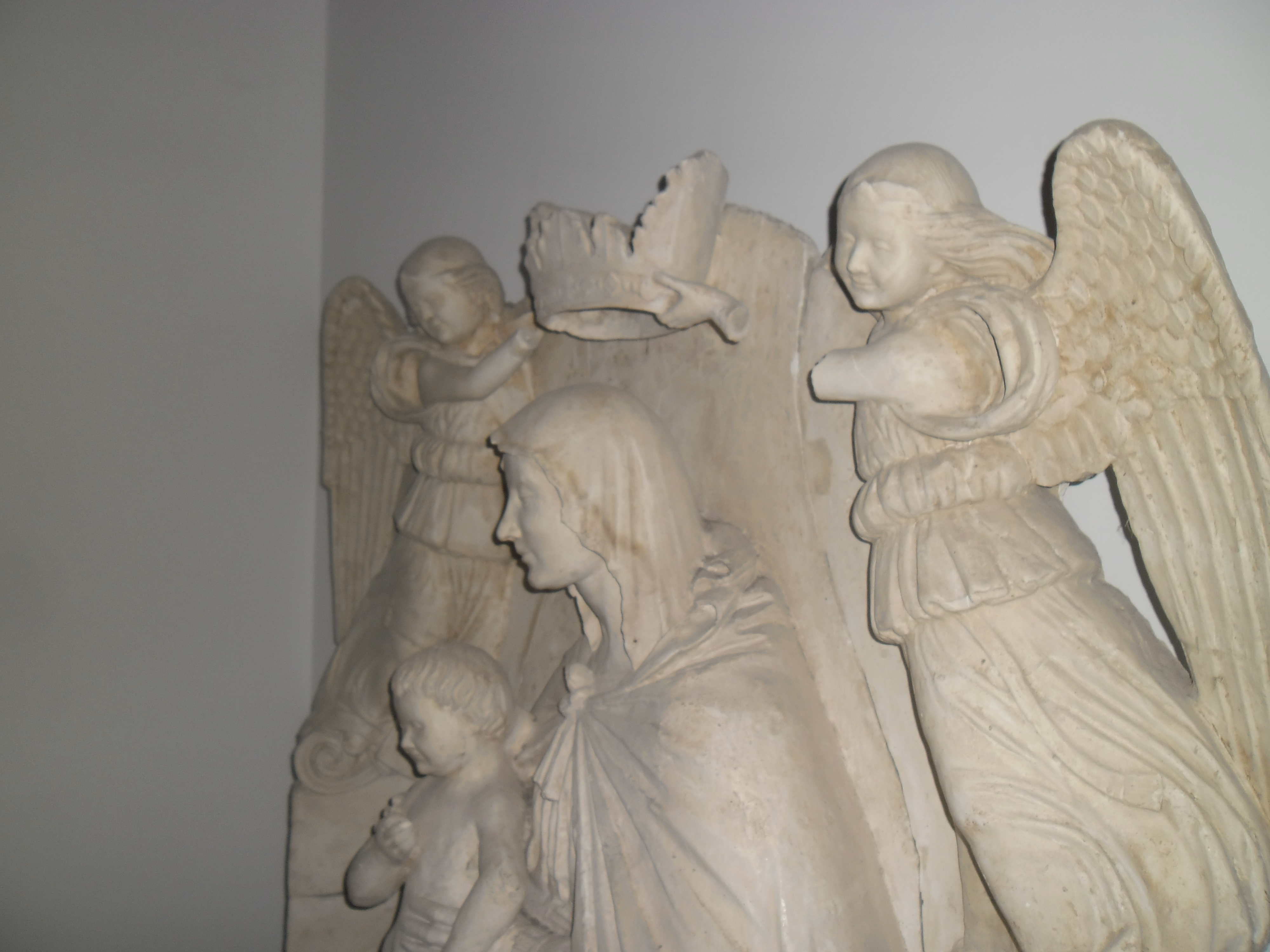
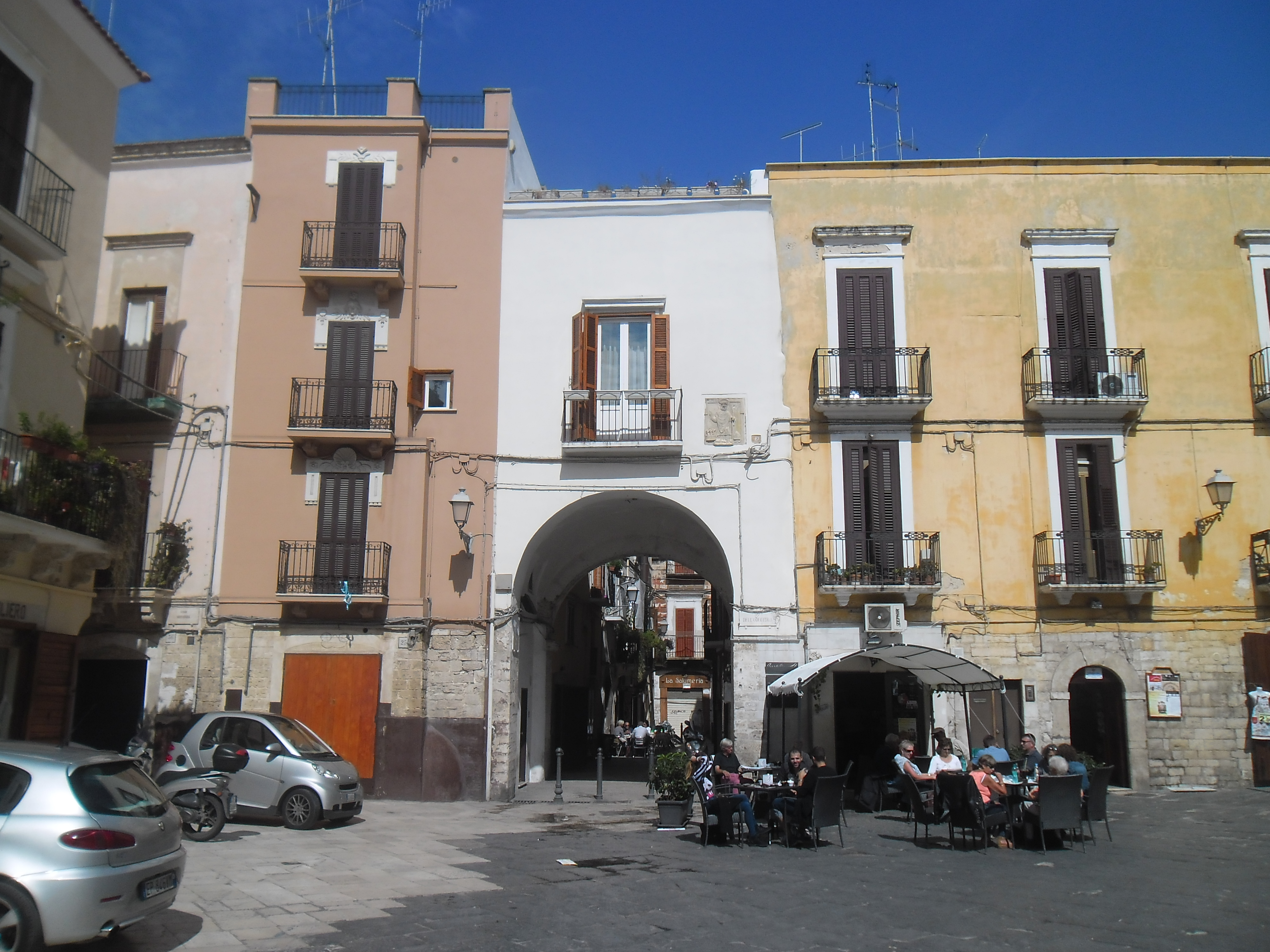
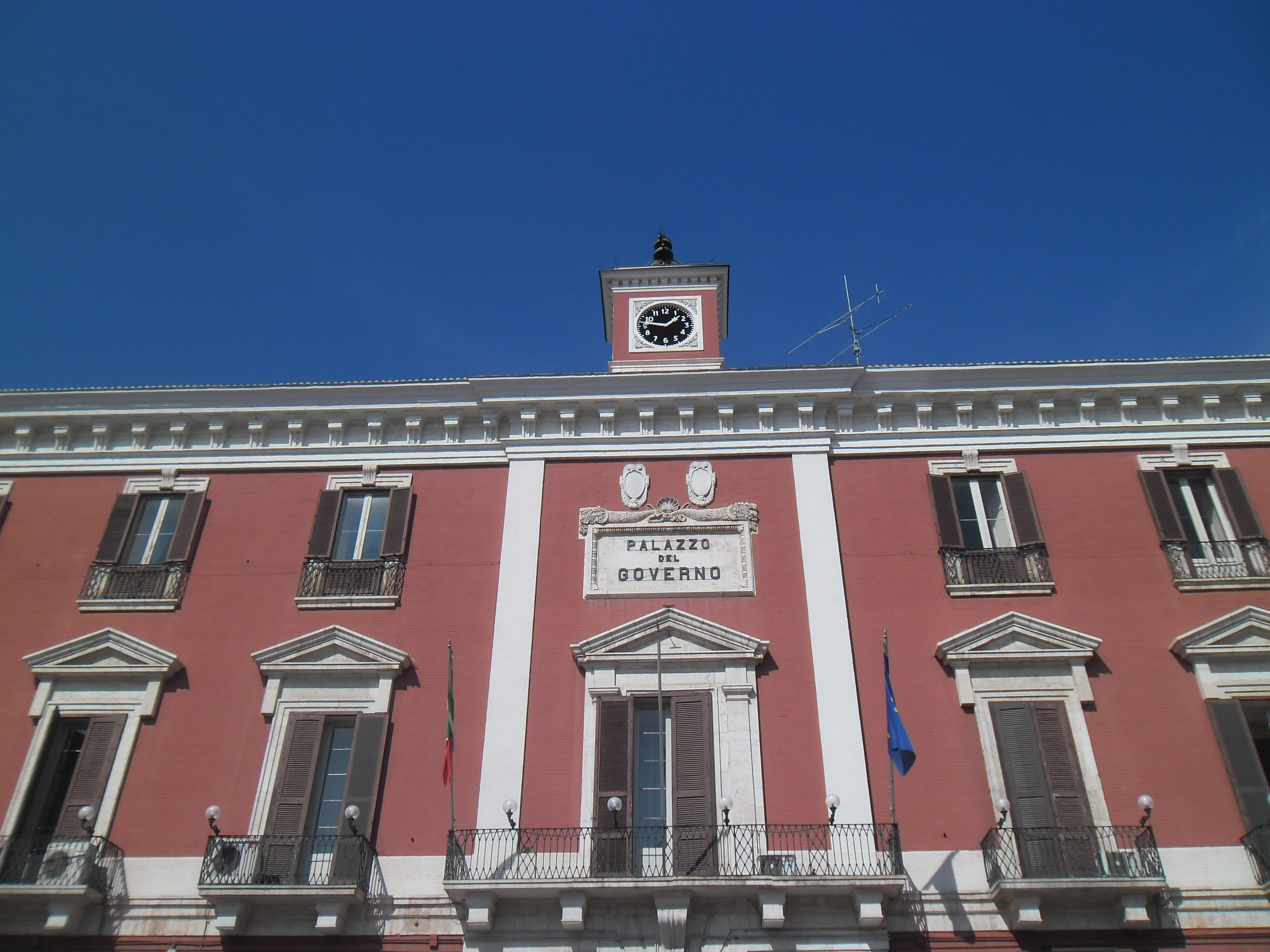
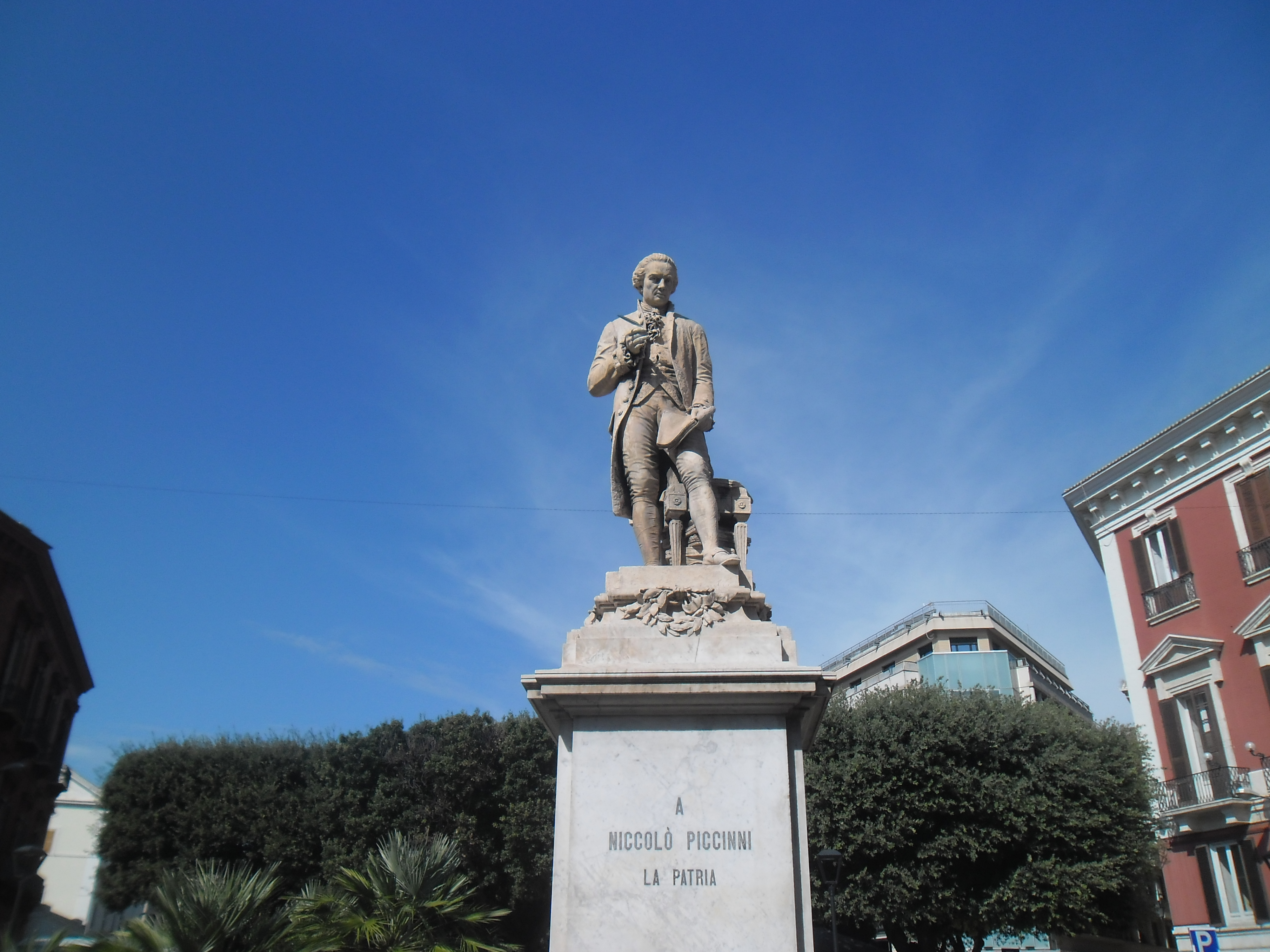
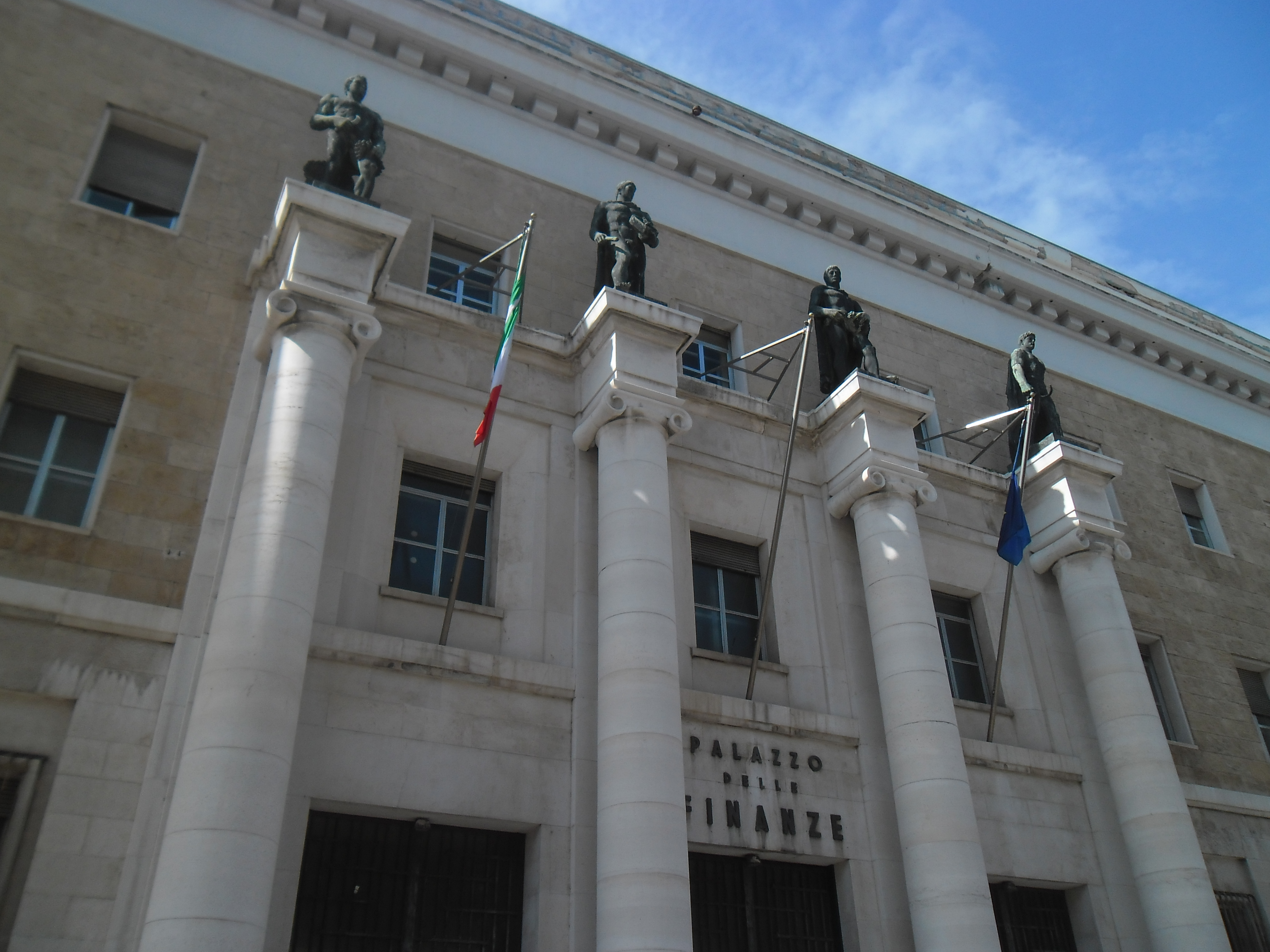
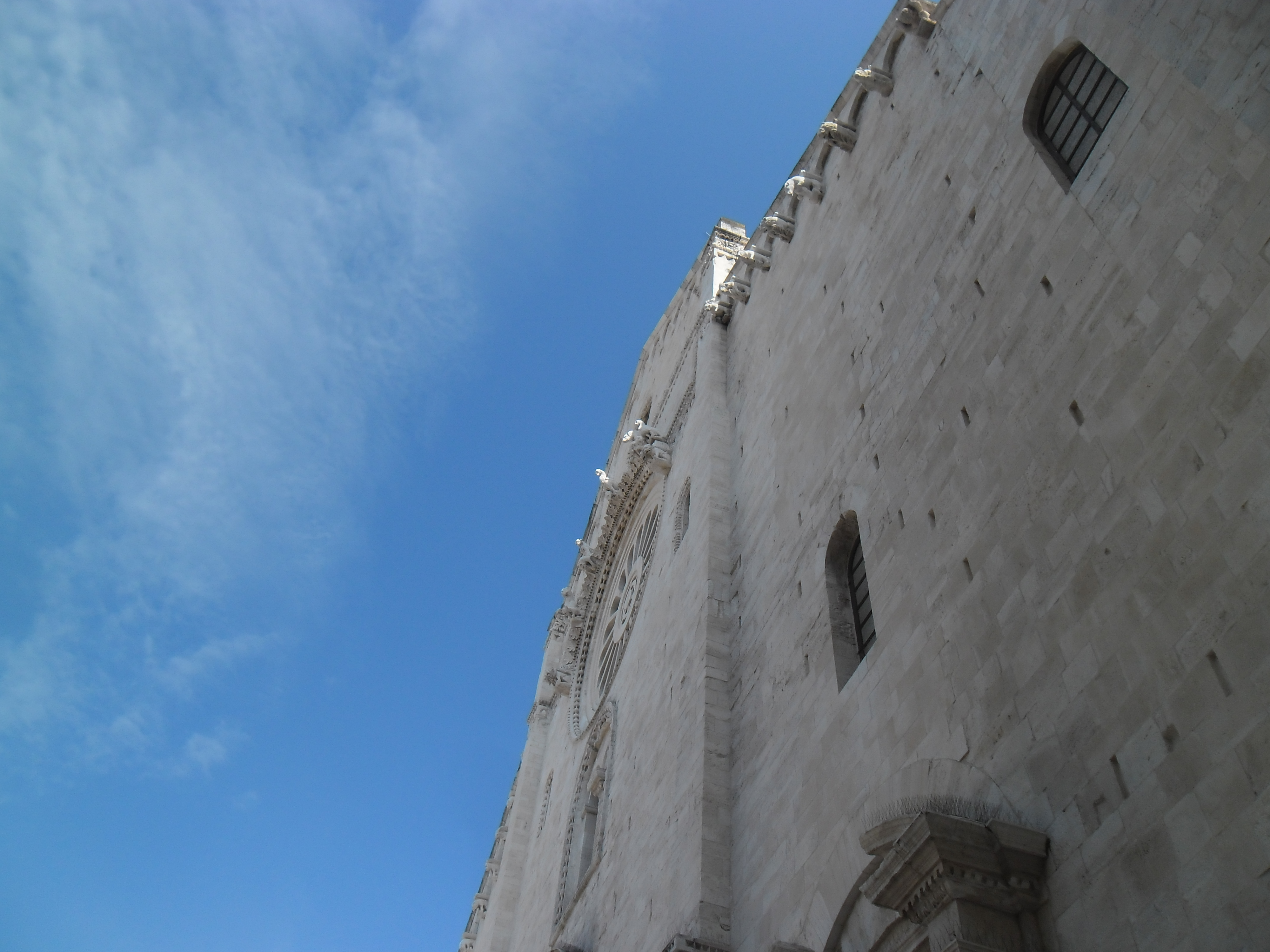
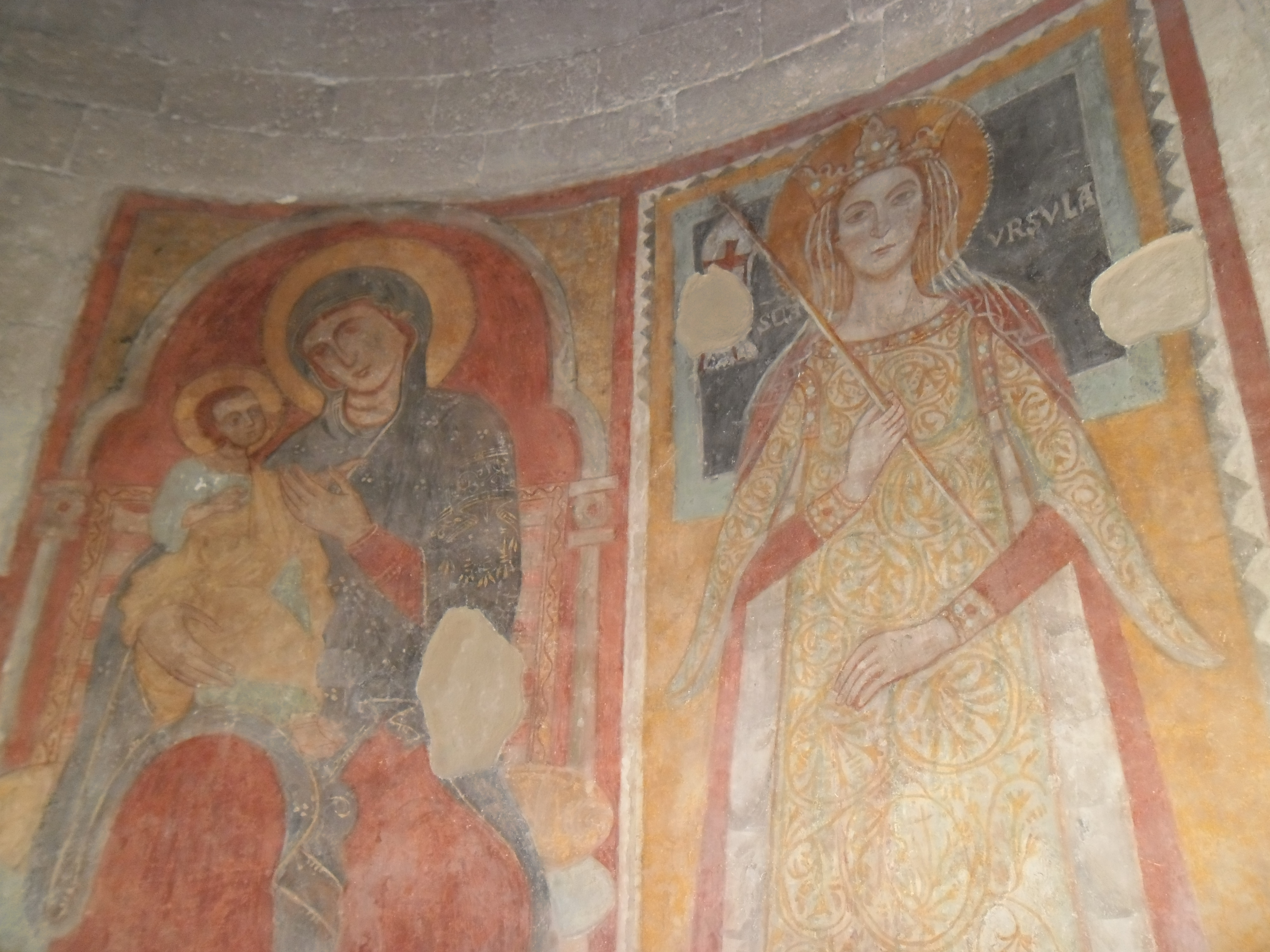
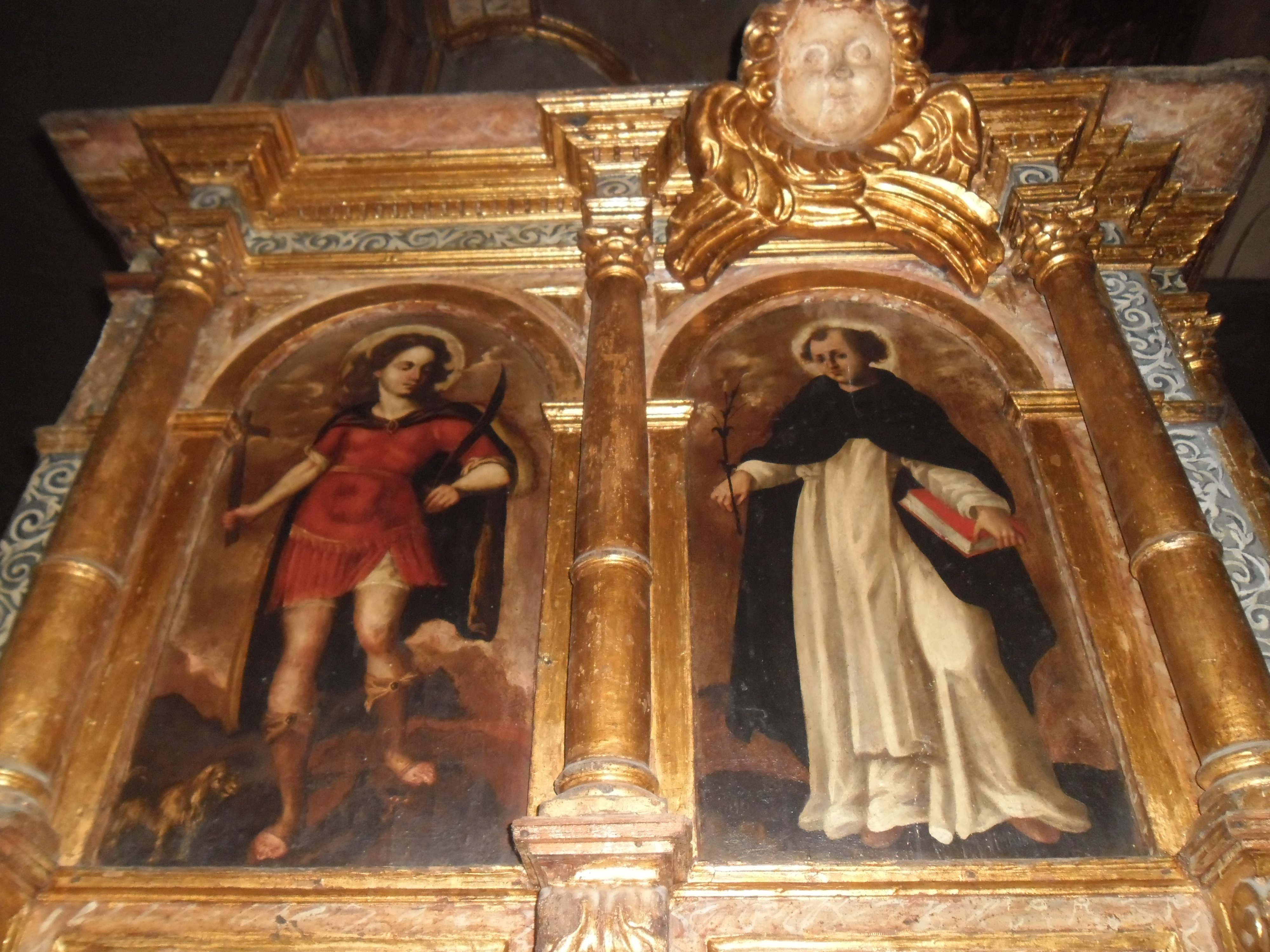
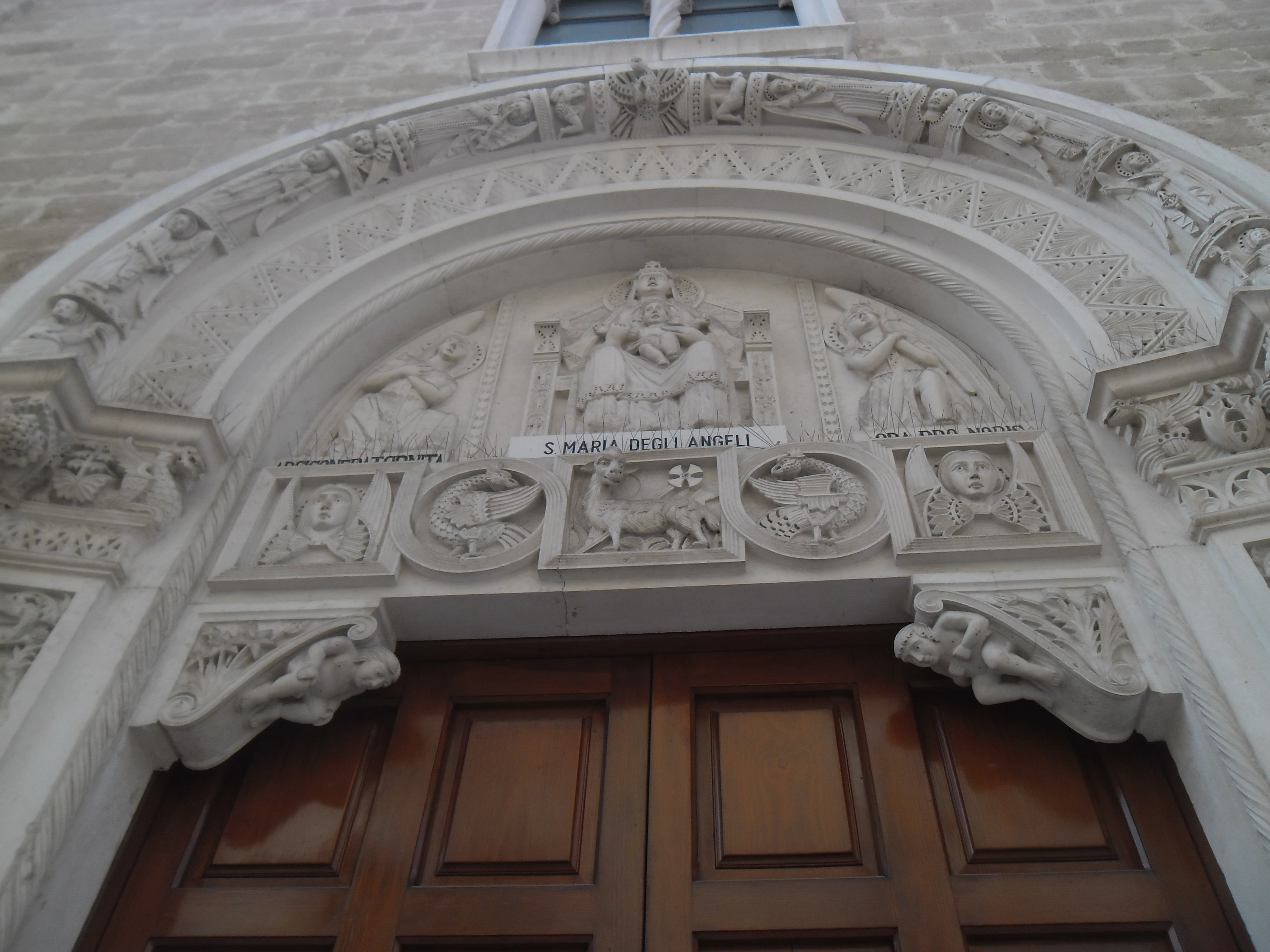
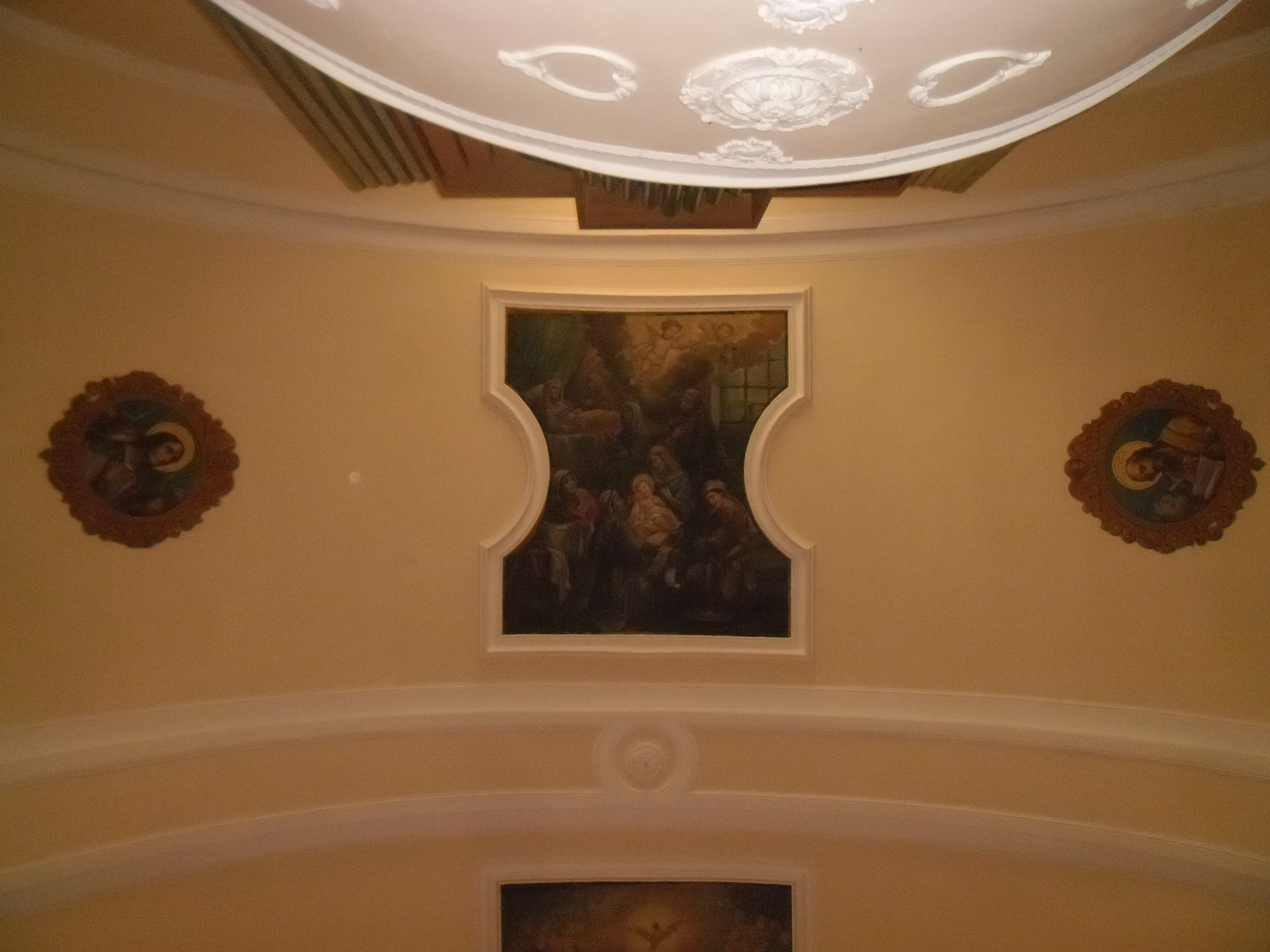
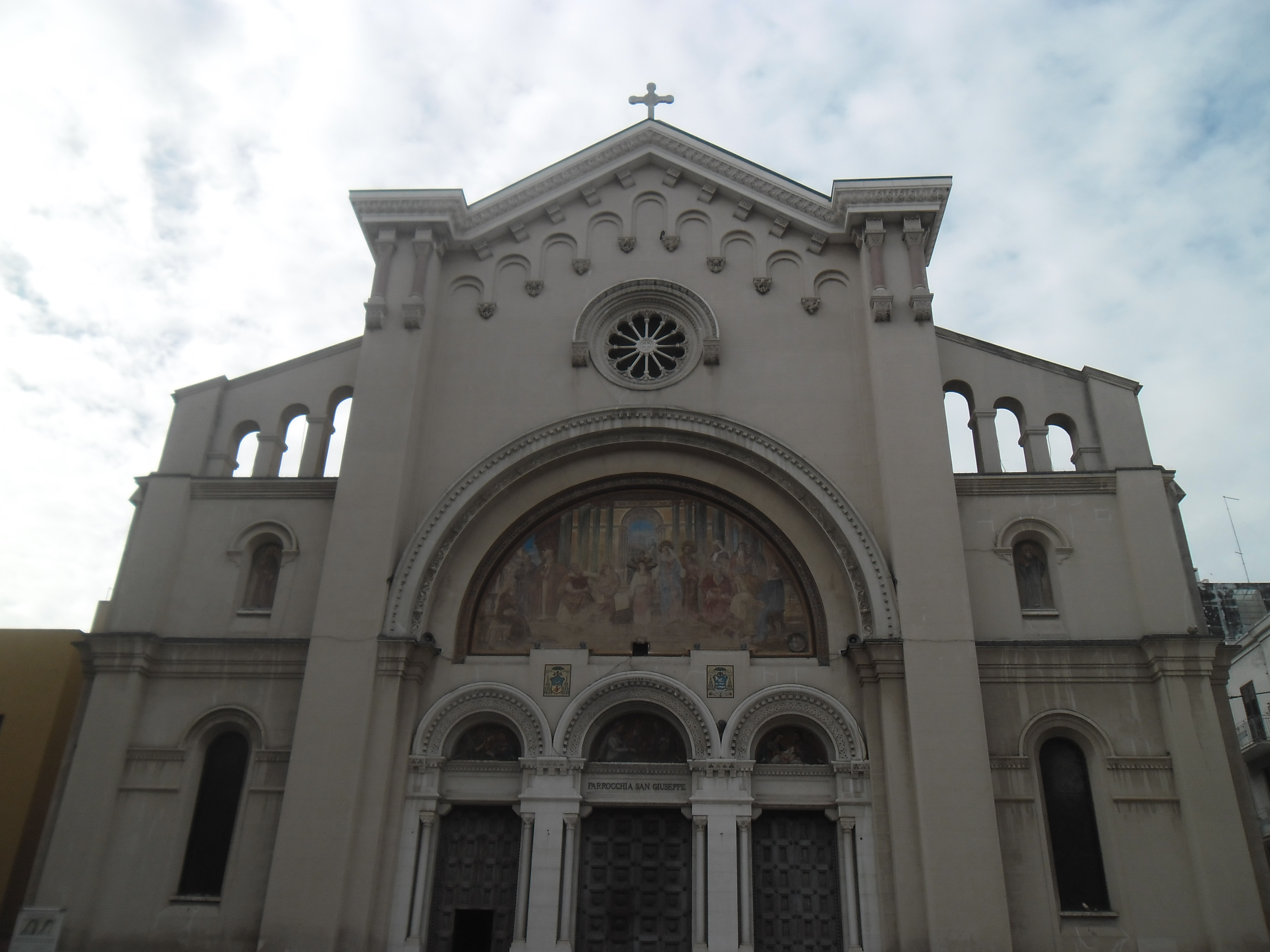
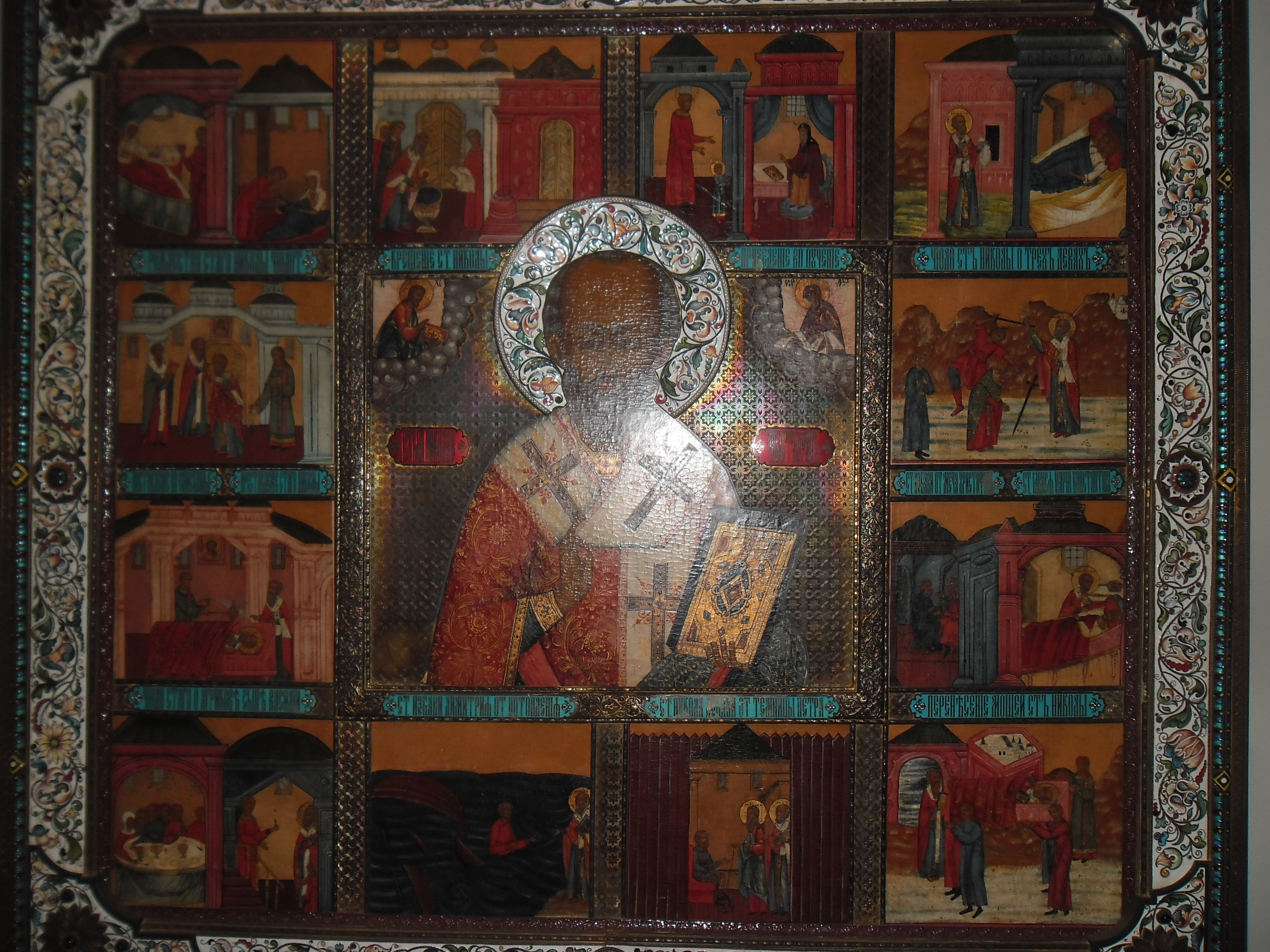
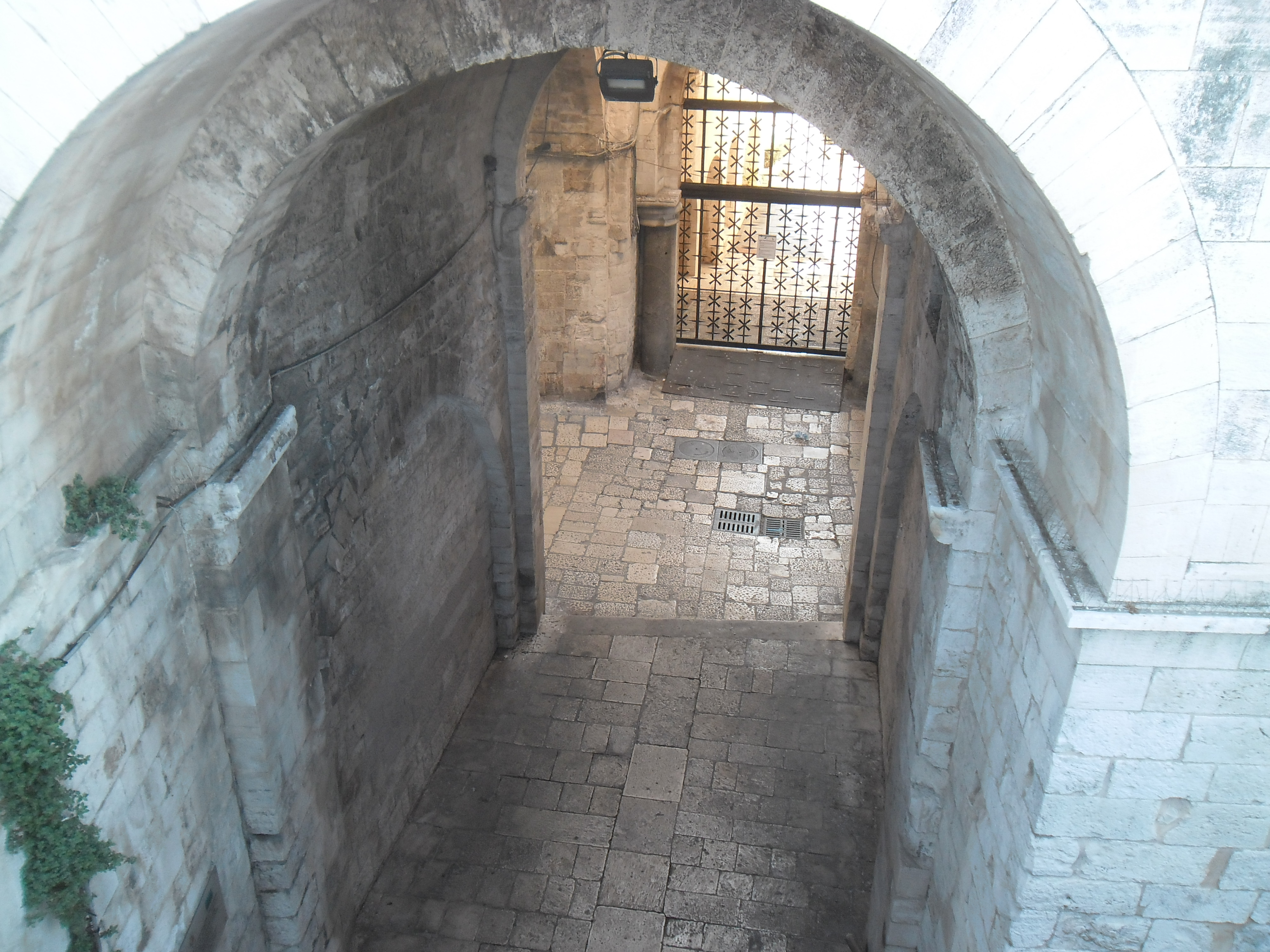